# Sunny Days (Armin van Buuren)
Sunny Days is een nummer van de Nederlandse dj Armin van Buuren uit 2017, ingezongen door de Amerikaanse singer-songwriter Josh Cumbee. 
Ook dit nummer klinkt anders dan eerdere nummers van Armin. Waar hij in "I Need You" de ballad-kant op ging, heeft "Sunny Days" meer een dancepopgeluid en ligt het ook meer tegen de deephouse aan. Armin zei er zelf over: “Ik vroeg me af: wat zou een schilder nou fluiten? Dat floot ik. Nou,  ik werd heel erg vrolijk van de melodie en de instrumental heb ik toen Sunny Days genoemd". Het nummer werd vooral in Nederland een grote zomerhit; het haalde de 4e positie in de Nederlandse Top 40. In Vlaanderen haalde het de 37e positie in de Tipparade.
Rond de kerst van 2017 werd er ook een kerstversie van het nummer gemaakt, getiteld "Christmas Days".
De officiële videoclip die bij het nummer hoort is opgenomen in Bevagna, een Middeleeuws plaatsje in de Italiaanse regio Umbrie.

## NPO Radio 2 Top 2000
| Nummer met noteringen in de NPO Radio 2 Top 2000 | '17  | '18 | '19  | '20  | '21  | '22  |
| ------------------------------------------------ | ---- | --- | ---- | ---- | ---- | ---- |
| Sunny Days                                       | 1855 | 846 | 1152 | 1372 | 1573 | 1877 |

1. ↑  Een vetgedrukt getal geeft de hoogste notering aan.
2. ↑  2017 was het eerste jaar met een notering voor dit nummer.
3. ↑  Deze tabel is bijgewerkt tot en met de laatste editie (2024).